# Tunes of War
Tunes of War ist das siebte Album der Heavy-Metal-Gruppe Grave Digger. Es erschien am 25. August 1996 bei Gun Records. Thematisch wird die Geschichte Schottlands behandelt und die Kämpfe zwischen den Schottland und England zwischen den Stämmen im 11. Jahrhundert bis zu den jakobitischen Aufständen im 18. Jahrhundert beschrieben.
Das Album ist das erste Konzeptalbum der Mittelalter-Trilogie von Grave Digger, die neben Tunes of War noch Knights of the Cross und Excalibur beinhaltet.
Das Album erreichte in den deutschen Charts Platz 84. Musikvideos wurden zu den Songs Rebellion und The Dark of the Sun gedreht.
Der schottische Cavanaugh-Clan ernannte die Bandmitglieder aufgrund von Tunes of War zu Ehrenmitgliedern.

## Entstehungsgeschichte
Die Idee zum Konzeptalbum kam Bassist Tomi Göttlich auf einer seiner Motorradtouren durch Großbritannien.
Als Hintergrundchor agieren Hansi Kürsch (Blind Guardian), Piet Sielck (Iron Savior) und Hacky Hackmann, der auch den Kontakt zum auf dem Album zu hörenden Dudelsackspieler darstellt. Die Keyboardpassagen stammen erstmals von H. P. Katzenburg, der erst 1999 als Bandmaskottchen Reaper verkleidet offiziell in die Band aufgenommen wurde.
Das Cover zeigt ein Dudelsack spielendes Skelett auf einem Schlachtfeld. Es wurde von Andreas Marschall gezeichnet, der im Nachhinein mit seiner Arbeit nicht zufrieden war, da er zu wenig Zeit zur Verfügung hatte.
Zu Promotionzwecken lud die Band ausgewählte Musikjournalisten nach Schottland ein.
An den Albumtitel anlehnend wurde die DVD des Live-Auftritt bei Wacken 2001 Tunes of Wacken genannt.
Zum 30-jährigen Bandjubiläum wurde das gesamte Album in Wacken gespielt.

## Titelliste
Alle Arrangements und Texte stammen von Grave Digger.
1. The Brave (Intro)
2. Scotland United
3. The Dark of the Sun
4. William Wallace (Braveheart)
5. The Bruce (The Lion King)
6. The Battle of Flodden
7. The Ballad of Mary (Queen of Scots)
8. The Truth
9. Cry for Freedom (James the VI)
10. Killing Time
11. Rebellion (The Clans Are Marching)
12. Culloden Muir
13. The Fall of the Brave (Outro)